# Tween
Tween（トゥイーン、ツイーン）は、Microsoft Windowsで動作する、Twitterのアプリケーション（Twitterクライアント）である。開発に使用されている言語はVisual Basic.NETであり、1.1.0.0まではGNU General Public License Version 3 (GPLv3)のライセンスとしてオープンソースで開発がされていた。

## 概要
ヘビーユーザーにも満足できることを目指して開発された経緯から、数あるTwitterクライアントの中でも多機能なクライアントとして位置付けることができる。
かつては、Twitter側が提供するAPIを使用するAPIモードとWebブラウザ向けに表示されているページの内容を解析するWebモードとを切り替えて使用することができた。Webモードを使用することでAPIの回数制限の影響を受けることなく利用できるという利点があったが、Twitterの利用規約改訂により廃止された。

## 歴史
2007年11月21日にはてなダイアリー上でベータ版が公開された。元々は取得モードはウェブスクレイピングによるWebモードのみであったが、APIモードが実装され、2009年10月2日にリリースされた0.7.0.0からはAPIモードがデフォルト設定となった。
2011年11月19日に公開された1.2.0.0ではライセンスの変更に伴い、クローズドソースとなった。1.2.0.0では開発費捻出のため広告が追加されたが、このバージョンではWindowsのユーザー名を広告先へ平文で送信していたことが有志の調査で判明し、問題となった。なお、のちに広告欄は表示しないようになっており、これについて開発者は「技術的問題が解決できないための措置」だと述べている。
2012年10月には運営体制の変更と公式サイトの移転が行われた。2011年初頭より、UberMedia社(旧PostUp社)との契約の元で支援を受けていたが、契約の終了に伴い単独での開発体制に移行した。
2012年11月28日に公開された1.4.2.0以降はTwitter API 1.1に対応した。なお直後に不具合を修正した1.4.3.0が公開された。Twitterは、従来のAPI 1.0の提供を2013年3月5日に終了する予定を公表しており、それに対応するための更新となる。

## OpenTweenのフォーク
Tweenが1.2.0.0からクローズドソースに移行したため、オープンなプロジェクトとしてOpenTweenへのフォークが行われた。OpenTweenではそれまでのGPLv3によるライセンスが維持され、Tweenと並行して開発が継続されている。OpenTweenでは使用プログラミング言語がC#になっている。